# Hypasclera dorsalis
Hypasclera dorsalis es una especie de coleóptero de la familia Oedemeridae.
Los adultos miden de 8 a 15 mm. Se los encuentra en regiones costeras. Las larvas se alimentan de madera podrida.

## Distribución geográfica
Habita en Estados Unidos, México y las Indias occidentales.